# فروتویل (تنسی)
فروتویل (به انگلیسی: Fruitvale) یک منطقهٔ مسکونی در ایالات متحده آمریکا است که در شهرستان کراکت، تنسی واقع شده‌است. فروتویل ۱۰۹٫۱۲ متر بالاتر از سطح دریا واقع شده‌است.